# Inverness Caledonian Thistle Football Club
L'Inverness Caledonian Thistle Football Club es va fundar l'agost de 1994 gràcies a la fusió del Caledonian FC i l'Inverness Thistle FC, ambdós clubs membres de la Highland Football League. El nou club es va formar per demanar una plaça a la Scottish Football League, creada quan la lliga es va reestructurar el 1994. L'Inverness es va escollir per ocupar una plaça en la Scottish Third Division. El nom actual del club es va canviar a Inverness Caledonian Thistle FC el 1996 per complir amb la petició del Consell del districte d'Inverness, ja que aquest havia aportat £900,000 per al desenvolupament del Caledonian Stadium.

## Títols
- Scottish First Division campions (2):2003-04, 2009-10
- Scottish Third Division campions (1):1996-97
- Scottish Challenge Cup campions (1):2003-2004